# UFC 262
UFC 262: Oliveira vs. Chandler var en MMA-gala anordnad av UFC. Den ägde rum 15 maj 2021 vid Toyota Center i Houston, TX, USA.

## Bakgrund
En titelmatch mellan Charles Oliveira och den före detta lättviktsmästaren i Bellator Michael Chandler för UFC:s vakanta lättviktstiteln var galans huvudmatch.

## Ändringar
En mellanviktsmatch mellan Jack Hermansson och Edmen Shahbazyan var tänkt att gå av stapeln på den här galan men matchen senarelades en vecka till UFC Vegas 27 då en person i Hermanssons hörna testades positivt för covid-19.

### Invägning
Vid invägningen strömmad via Youtube vägde utövarna följande:
1. ↑  Bontorin tog fajten på kort varsel, vägde in 2 lbs över viktgränsen och fick böta 20 % av sin purse till motståndaren.

## Resultat

### Bonusar
Efter en offentlig förfrågan från Tony Ferguson vid presskonferensen inför galan höjde UFC bonusarna vid den här galan från 50 000 till 75 000 USD.
Följande MMA-utövare fick bonusar om 75 000 USD vardera:
- Fight of the Night: Edson Barboza vs. Shane Burgos
- Performance of the Night: Charles Oliveira och Christos Giagos